# Liste des municipalités du Tennessee
L'État américain du Tennessee compte 346 municipalités. Les villes du Tennessee ont en effet le statut de incorporated municipality, ou corporation municipale en français, une forme d'administration territoriale propre à l'Amérique du Nord et qui s'apparente au statut de municipalité en France. La corporation municipale s'oppose à la zone non incorporée, soit les parties d'un territoire qui ne font partie d'aucune municipalité. Selon le 22e recensement des États-Unis d'Amérique effectué en 2000, 3 159 375 personnes, soit 55,5 % de la population totale de l'État du Tennessee, résident dans des corporations municipales.

## Création et statut
Avant 1954, toutes les municipalités du Tennessee étaient créées par une loi privée (private act) de l'Assemblée générale du Tennessee et étaient réglementées par une charte municipale. En 2007, 212 des municipalités de l'État fonctionnaient selon une charte municipale accordée par private act de la législature. En 1953, un amendement à la Constitution du Tennessee est adopté et interdit ce mode de création des municipalités. L'article XI section 9 de la Constitution prévoit désormais que Chattanooga, Knoxville et Memphis sont des municipalités « home rule », dont les électeurs approuvent les chartes municipales par référendum. Les autres municipalités doivent être créées selon un type de fonctionnement prévu par la loi de l'État :
- 67 municipalités ont une charte maire-aldermans (« mayor aldermanic charter », TCA §6-1-101 et seq.) ;
- 49 municipalités ont une charte uniforme manager-commission (« uniform city manager-commission charter », TCA §6-18-101 et seq.) ;
- deux municipalités ont une charte modifiée manager-conseil (« modified city manager-council charter », TCA §6-30-101 et seq.)
- trois municipalités ont fusionné avec leur comté (« consolidated city-county », TCA Titre 7).

Certaines municipalités sont appelées city, d'autres town, sans signification légale ou seuil de population.
Selon la loi actuelle (TCA Titre 6), une ville doit rassembler au moins 1 500 habitants pour devenir une municipalité de type maire-alderman et 5 000 habitants pour une municipalité de type manager-commission. Sauf exception, les zones non-incorporées ne peuvent être incorporées si elles se situent à moins de 3 milles (4,83 km) d'une municipalité existante ou 5 milles (8,05 km) si celle-ci compte plus de 100 000 habitants.

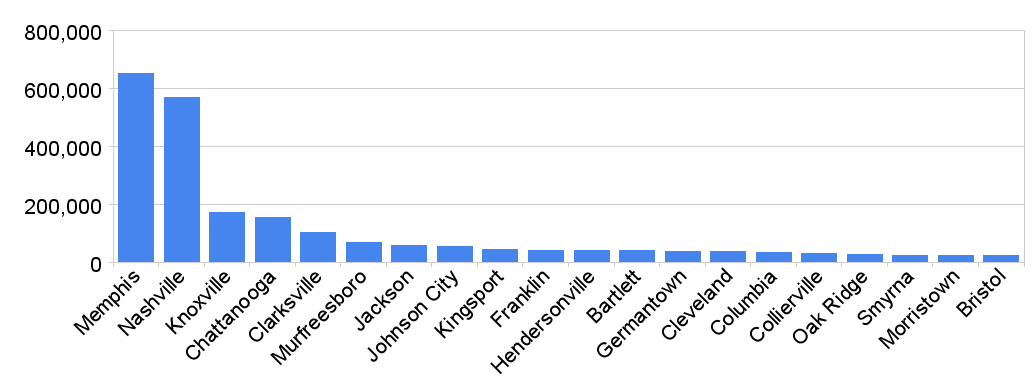
Classement des villes du Tennessee par population, selon le recensement de 2000.

## Liste des municipalités
- Haut – A
- B
- C
- D
- E
- F
- G
- H
- I
- J
- K
- L
- M
- N
- O
- P
- Q
- R
- S
- T
- U
- V
- W
- X
- Y
- Z

| Nom                 | Comté                        | Population (2010) | Superficie (2010)                   | Type de charte             | Année d'incorporation |
| ------------------- | ---------------------------- | ----------------- | ----------------------------------- | -------------------------- | --------------------- |
| Adams               | Robertson                    | 633               | 2,68 milles carrés (6,94 km2)       | Uniform manager-commission | 1963                  |
| Adamsville          | McNairy, Hardin              | 2 207             | 6,91 milles carrés (17,9 km2)       | Private act                | 1869                  |
| Alamo               | Crockett                     | 2 461             | 2,2 milles carrés (5,7 km2)         | Private act                | 1911                  |
| Alcoa               | Blount                       | 8 449             | 15,66 milles carrés (40,56 km2)     | Private act                | 1919                  |
| Alexandria          | DeKalb                       | 966               | 2,02 milles carrés (5,23 km2)       | Private act                | 1848                  |
| Algood              | Putnam                       | 3 495             | 4,03 milles carrés (10,44 km2)      | Private act                | 1901                  |
| Allardt             | Fentress                     | 634               | 3,9 milles carrés (10,1 km2)        | Mayor-alderman             | 1964                  |
| Altamont            | Grundy                       | 1 045             | 20,16 milles carrés (52,21 km2)     | Private act                | 1854                  |
| Ardmore             | Giles                        | 1 213             | 4,59 milles carrés (11,89 km2)      | Private act                | 1949                  |
| Arlington           | Shelby                       | 11 517            | 23,07 milles carrés (59,75 km2)     | Mayor-alderman             | 1900                  |
| Ashland City        | Cheatham                     | 4 541             | 10,85 milles carrés (28,1 km2)      | Private act                | 1859                  |
| Athens              | McMinn                       | 13 458            | 13,98 milles carrés (36,21 km2)     | Private act                | 1870                  |
| Atoka               | Tipton                       | 8 387             | 12,36 milles carrés (32,01 km2)     | Private act                | 1838                  |
| Atwood              | Carroll                      | 938               | 1,85 milles carrés (4,79 km2)       | Mayor-alderman             | 1941                  |
| Auburntown          | Cannon                       | 269               | 0,57 milles carrés (1,48 km2)       | Private act                | 1949                  |
| Baileyton           | Greene                       | 431               | 1,68 milles carrés (4,35 km2)       | Private act                | 1915                  |
| Baneberry           | Jefferson                    | 482               | 1,82 milles carrés (4,71 km2)       | Uniform manager-commission | 1986                  |
| Bartlett            | Shelby                       | 54 613            | 26,67 milles carrés (69,07 km2)     | Private act                | 1866                  |
| Baxter              | Putnam                       | 1 365             | 3,03 milles carrés (7,85 km2)       | Private act                | 1915                  |
| Bean Station        | Grainger                     | 2 826             | 5,39 milles carrés (13,96 km2)      | Mayor-alderman             | 1996                  |
| Beersheba Springs   | Grundy                       | 477               | 4,91 milles carrés (12,72 km2)      | Uniform manager-commission | 1955                  |
| Bell Buckle         | Bedford                      | 500               | 0,6 milles carrés (1,55 km2)        | Mayor-alderman             | 1877                  |
| Belle Meade         | Davidson                     | 2 912             | 3,08 milles carrés (7,98 km2)       | Uniform manager-commission | 1955                  |
| Bells               | Crockett                     | 2 437             | 2,33 milles carrés (6,03 km2)       | Private act                | 1889                  |
| Benton              | Polk                         | 1 385             | 3,21 milles carrés (8,31 km2)       | Private act                | 1915                  |
| Berry Hill          | Davidson                     | 537               | 0,91 milles carrés (2,36 km2)       | Uniform manager-commission | 1950                  |
| Bethel Springs      | McNairy                      | 718               | 2,16 milles carrés (5,59 km2)       | Private act                | 1870                  |
| Big Sandy           | Benton                       | 557               | 0,71 milles carrés (1,84 km2)       | Private act                | 1903                  |
| Blaine              | Grainger                     | 1 856             | 9,39 milles carrés (24,32 km2)      | Mayor-alderman             | 1978                  |
| Bluff City          | Sullivan                     | 1 733             | 1,6 milles carrés (4,14 km2)        | Private act                | 1870                  |
| Bolivar             | Hardeman                     | 5 417             | 8,42 milles carrés (21,81 km2)      | Private act                | 1827                  |
| Braden              | Fayette                      | 282               | 3,83 milles carrés (9,92 km2)       | Uniform manager-commission | 1969                  |
| Bradford            | Gibson                       | 1 048             | 1,73 milles carrés (4,48 km2)       | Private act                | 1913                  |
| Brentwood           | Williamson                   | 37 060            | 41,23 milles carrés (106,79 km2)    | Uniform manager-commission | 1969                  |
| Brighton            | Tipton                       | 2 735             | 2,79 milles carrés (7,23 km2)       | Private act                | 1913                  |
| Bristol             | Sullivan                     | 26 702            | 32,44 milles carrés (84,02 km2)     | Private act                | 1856                  |
| Brownsville         | Haywood                      | 10 292            | 10,2 milles carrés (26,42 km2)      | Private act                | 1870                  |
| Bruceton            | Carroll                      | 1 478             | 1,89 milles carrés (4,9 km2)        | Private act                | 1925                  |
| Bulls Gap           | Hawkins                      | 738               | 1,29 milles carrés (3,34 km2)       | Mayor-alderman             | 1955                  |
| Burlison            | Tipton                       | 425               | 1,08 milles carrés (2,8 km2)        | Uniform manager-commission | 1965                  |
| Burns               | Dickson                      | 1 468             | 3,74 milles carrés (9,69 km2)       | Private act                | 1953                  |
| Byrdstown           | Pickett                      | 803               | 1,53 milles carrés (3,96 km2)       | Private act                | 1917                  |
| Calhoun             | McMinn                       | 490               | 1,15 milles carrés (2,98 km2)       | Uniform manager-commission | 1961                  |
| Camden              | Benton                       | 3 582             | 5,67 milles carrés (14,69 km2)      | Private act                | 1838                  |
| Carthage            | Smith                        | 2 306             | 2,86 milles carrés (7,41 km2)       | Private act                | 1804                  |
| Caryville           | Campbell                     | 2 297             | 5,4 milles carrés (13,99 km2)       | Mayor-alderman             | 1968                  |
| Cedar Hill          | Robertson                    | 314               | 0,69 milles carrés (1,79 km2)       | Uniform manager-commission | 1870                  |
| Celina              | Clay                         | 1 495             | 1,7 milles carrés (4,4 km2)         | Private act                | 1846                  |
| Centertown          | Warren                       | 243               | 0,94 milles carrés (2,43 km2)       | Private act                | 1951                  |
| Centerville         | Hickman                      | 3 644             | 11,31 milles carrés (29,29 km2)     | Private act                | 1853                  |
| Chapel Hill         | Marshall                     | 1 445             | 3,24 milles carrés (8,39 km2)       | Private act                | 1850                  |
| Charleston          | Bradley                      | 651               | 1,06 milles carrés (2,75 km2)       | Uniform manager-commission | 1956                  |
| Charlotte           | Dickson                      | 1 235             | 1,74 milles carrés (4,51 km2)       | Private act                | 1804                  |
| Chattanooga         | Hamilton                     | 167 674           | 144,55 milles carrés (374,38 km2)   | Home rule                  | 1839                  |
| Church Hill         | Hawkins                      | 6 737             | 9,81 milles carrés (25,41 km2)      | Mayor-alderman             | 1958                  |
| Clarksburg          | Carroll                      | 393               | 2,02 milles carrés (5,23 km2)       | Mayor-alderman             | 1858                  |
| Clarksville         | Montgomery                   | 132 929           | 98,28 milles carrés (254,54 km2)    | Private act                | 1807                  |
| Cleveland           | Bradley                      | 41 285            | 26,9 milles carrés (69,67 km2)      | Private act                | 1842                  |
| Clifton             | Wayne                        | 2 694             | 6,93 milles carrés (17,95 km2)      | Uniform manager-commission | 1856                  |
| Clinton             | Anderson                     | 9 841             | 12,02 milles carrés (31,13 km2)     | Home rule                  | 1801                  |
| Coalmont            | Grundy                       | 841               | 6,08 milles carrés (15,75 km2)      | Uniform manager-commission | 1957                  |
| Collegedale         | Hamilton                     | 8 282             | 9,9 milles carrés (25,64 km2)       | Uniform manager-commission | 1968                  |
| Collierville        | Shelby                       | 43 965            | 29,41 milles carrés (76,17 km2)     | Private act                | 1807                  |
| Collinwood          | Wayne                        | 982               | 2,82 milles carrés (7,3 km2)        | Uniform manager-commission | 1921                  |
| Columbia            | Maury                        | 34 681            | 31,56 milles carrés (81,74 km2)     | Private act                | 1817                  |
| Cookeville          | Putnam                       | 30 435            | 32,85 milles carrés (85,08 km2)     | Private act                | 1903                  |
| Coopertown          | Robertson                    | 4 278             | 31,49 milles carrés (81,56 km2)     | Mayor-alderman             | 1996                  |
| Copperhill          | Polk                         | 354               | 1,91 milles carrés (4,95 km2)       | Private act                | 1913                  |
| Cornersville        | Marshall                     | 1 194             | 6,26 milles carrés (16,21 km2)      | Private act                | 1849                  |
| Cottage Grove       | Henry                        | 88                | 0,19 milles carrés (0,49 km2)       | Private act                | 1856                  |
| Covington           | Tipton                       | 9 038             | 11,44 milles carrés (29,63 km2)     | Private act                | 1826                  |
| Cowan               | Franklin                     | 1 737             | 2,07 milles carrés (5,36 km2)       | Private act                | 1921                  |
| Crab Orchard        | Cumberland                   | 752               | 11,11 milles carrés (28,77 km2)     | Mayor-alderman             | 1921                  |
| Cross Plains        | Robertson                    | 1 714             | 8,49 milles carrés (21,99 km2)      | Uniform manager-commission | 1973                  |
| Crossville          | Cumberland                   | 10 795            | 20,36 milles carrés (52,73 km2)     | Private act                | 1901                  |
| Crump               | Hardin                       | 1 428             | 13,36 milles carrés (34,6 km2)      | Mayor-alderman             | 1988                  |
| Cumberland City     | Stewart                      | 311               | 5,31 milles carrés (13,75 km2)      | Mayor-alderman             | 1903                  |
| Cumberland Gap      | Claiborne                    | 494               | 0,33 milles carrés (0,85 km2)       | Private act                | 1907                  |
| Dandridge           | Jefferson                    | 2 812             | 6,42 milles carrés (16,63 km2)      | Private act                | 1799                  |
| Dayton              | Rhea                         | 7 191             | 7,88 milles carrés (20,41 km2)      | Private act                | 1903                  |
| Decatur             | Meigs                        | 1 598             | 3 milles carrés (7,77 km2)          | Private act                | 1838                  |
| Decaturville        | Decatur                      | 867               | 1,66 milles carrés (4,3 km2)        | Private act                | 1850                  |
| Decherd             | Franklin                     | 2 361             | 4,75 milles carrés (12,3 km2)       | Private act                | 1868                  |
| Dickson             | Dickson                      | 14 538            | 20,03 milles carrés (51,88 km2)     | Private act                | 1873                  |
| Dover               | Stewart                      | 1 417             | 3,88 milles carrés (10,05 km2)      | Mayor-alderman             | 1805                  |
| Dowelltown          | DeKalb                       | 355               | 0,79 milles carrés (2,05 km2)       | Private act                | 1949                  |
| Doyle               | White                        | 537               | 1,31 milles carrés (3,39 km2)       | Mayor-alderman             | 1905                  |
| Dresden             | Weakley                      | 3 005             | 5,57 milles carrés (14,43 km2)      | Private act                | 1827                  |
| Ducktown            | Polk                         | 475               | 2,63 milles carrés (6,81 km2)       | Uniform manager-commission | 1951                  |
| Dunlap              | Sequatchie                   | 4 815             | 10,74 milles carrés (27,82 km2)     | Private act                | 1901                  |
| Dyer                | Gibson                       | 2 341             | 2,28 milles carrés (5,91 km2)       | Private act                | 1899                  |
| Dyersburg           | Dyer                         | 17 145            | 17,47 milles carrés (45,25 km2)     |                            | 1850                  |
| Eagleville          | Rutherford                   | 604               | 2,31 milles carrés (5,98 km2)       | Private act                | 1949                  |
| East Ridge          | Hamilton                     | 20 979            | 8,28 milles carrés (21,45 km2)      | Home rule                  | 1921                  |
| Eastview            | McNairy                      | 705               | 4,89 milles carrés (12,67 km2)      | Mayor-alderman             | 1967                  |
| Elizabethton        | Carter                       | 14 176            | 9,9 milles carrés (25,64 km2)       | Modified manager-council   | 1799                  |
| Elkton              | Giles                        | 578               | 2,16 milles carrés (5,59 km2)       | Private act                | 1907                  |
| Englewood           | McMinn                       | 1 532             | 1,82 milles carrés (4,71 km2)       | Private act                | 1919                  |
| Enville             | Chester, McNairy             | 189               | 1,45 milles carrés (3,76 km2)       | Private act                | 1953                  |
| Erin                | Houston                      | 1 324             | 4,09 milles carrés (10,59 km2)      | Private act                | 1909                  |
| Erwin               | Unicoi                       | 6 097             | 4,04 milles carrés (10,46 km2)      | Private act                | 1903                  |
| Estill Springs      | Franklin                     | 2 055             | 4,68 milles carrés (12,12 km2)      | Mayor-alderman             | 1948                  |
| Ethridge            | Lawrence                     | 465               | 1,17 milles carrés (3,03 km2)       | Uniform manager-commission | 1907                  |
| Etowah              | McMinn                       | 3 490             | 2,92 milles carrés (7,56 km2)       | Home rule                  | 1909                  |
| Fairview            | Williamson                   | 7 720             | 16,92 milles carrés (43,82 km2)     | Uniform manager-commission | 1959                  |
| Farragut            | Knox                         | 20 676            | 16,2 milles carrés (41,96 km2)      | Mayor-alderman             | 1980                  |
| Fayetteville        | Lincoln                      | 6 827             | 10,96 milles carrés (28,39 km2)     | Private act                | 1819                  |
| Finger              | McNairy                      | 298               | 1,53 milles carrés (3,96 km2)       | Mayor-alderman             | 1970                  |
| Forest Hills        | Davidson                     | 4 812             | 9,22 milles carrés (23,88 km2)      | Uniform manager-commission | 1957                  |
| Franklin            | Williamson                   | 62 487            | 41,45 milles carrés (107,36 km2)    | Private act                | 1799                  |
| Friendship          | Crockett                     | 668               | 1,3 milles carrés (3,37 km2)        | Private act                | 1858                  |
| Friendsville        | Blount                       | 913               | 3,01 milles carrés (7,8 km2)        | Private act                | 1953                  |
| Gadsden             | Crockett                     | 470               | 1,09 milles carrés (2,82 km2)       | Private act                | 1868                  |
| Gainesboro          | Jackson                      | 962               | 1,78 milles carrés (4,61 km2)       | Private act                | 1905                  |
| Gallatin            | Sumner                       | 30 278            | 31,75 milles carrés (82,23 km2)     | Private act                | 1801                  |
| Gallaway            | Fayette                      | 680               | 6,13 milles carrés (15,88 km2)      | Uniform manager-commission | 1869                  |
| Garland             | Tipton                       | 310               | 0,58 milles carrés (1,5 km2)        | Private act                | 1913                  |
| Gates               | Lauderdale                   | 647               | 0,70 milles carrés (1,81 km2)       | Private act                | 1901                  |
| Gatlinburg          | Sevier                       | 3 944             | 10,35 milles carrés (26,81 km2)     | Private act                | 1945                  |
| Germantown          | Shelby                       | 38 844            | 20 milles carrés (51,8 km2)         | Private act                | 1841                  |
| Gibson              | Gibson                       | 396               | 0,61 milles carrés (1,58 km2)       | Private act                | 1909                  |
| Gilt Edge           | Tipton                       | 477               | 2,76 milles carrés (7,15 km2)       | Uniform manager-commission | 1967                  |
| Gleason             | Weakley                      | 1 445             | 2,28 milles carrés (5,91 km2)       | Private act                | 1903                  |
| Goodlettsville      | Davidson, Sumner             | 15 921            | 14,32 milles carrés (37,09 km2)     | Uniform manager-commission | 1858                  |
| Gordonsville        | Smith                        | 1 213             | 7,11 milles carrés (18,41 km2)      | Private act                | 1909                  |
| Grand Junction      | Hardeman, Fayette            | 325               | 1,18 milles carrés (3,06 km2)       | Private act                | 1901                  |
| Graysville          | Rhea                         | 1 502             | 1,17 milles carrés (3,03 km2)       | Private act                | 1917                  |
| Greenback           | Loudon                       | 1 064             | 8,09 milles carrés (20,95 km2)      | Mayor-alderman             | 1957                  |
| Greenbrier          | Robertson                    | 6 433             | 7 milles carrés (18,13 km2)         | Private act                | 1937                  |
| Greeneville         | Greene                       | 15 062            | 17,01 milles carrés (44,06 km2)     | Private act                | 1795                  |
| Greenfield          | Weakley                      | 2 182             | 3,7 milles carrés (9,58 km2)        | Private act                | 1905                  |
| Gruetli-Laager      | Grundy                       | 1 813             | 12,56 milles carrés (32,53 km2)     | Mayor-alderman             | 1980                  |
| Guys                | McNairy                      | 466               | 11,72 milles carrés (30,35 km2)     | Mayor-alderman             | 1986                  |
| Halls               | Lauderdale                   | 2 255             | 3,67 milles carrés (9,51 km2)       | Private act                | 1901                  |
| Harriman            | Roane                        | 6 350             | 10,57 milles carrés (27,38 km2)     | Private act                | 1891                  |
| Harrogate           | Claiborne                    | 4 389             | 7,63 milles carrés (19,76 km2)      | Mayor-alderman             | 1992                  |
| Hartsville          | Trousdale                    | 7 870             | 116,64 milles carrés (302,1 km2)    | Consolidated city-county   | 1833                  |
| Henderson           | Chester                      | 6 309             | 7,86 milles carrés (20,36 km2)      | Private act                | 1869                  |
| Hendersonville      | Sumner                       | 51 372            | 36,93 milles carrés (95,65 km2)     | Mayor-alderman             | 1901                  |
| Henning             | Lauderdale                   | 945               | 2,39 milles carrés (6,19 km2)       | Private act                | 1875                  |
| Henry               | Henry                        | 464               | 1,45 milles carrés (3,76 km2)       | Private act                | 1907                  |
| Hickory Valley      | Hardeman                     | 99                | 0,33 milles carrés (0,85 km2)       | Private act                | 1951                  |
| Hohenwald           | Lewis                        | 3 757             | 5,35 milles carrés (13,86 km2)      | Private act                | 1911                  |
| Hollow Rock         | Carroll                      | 718               | 1,79 milles carrés (4,64 km2)       | Private act                | 1869                  |
| Hornbeak            | Obion                        | 424               | 0,7 milles carrés (1,81 km2)        | Private act                | 1923                  |
| Hornsby             | Hardeman                     | 303               | 1,18 milles carrés (3,06 km2)       | Private act                | 1920                  |
| Humboldt            | Gibson                       | 8 452             | 9,71 milles carrés (25,15 km2)      | Private act                | 1866                  |
| Huntingdon          | Carroll                      | 3 985             | 11,94 milles carrés (30,92 km2)     | Private act                | 1849                  |
| Huntland            | Franklin                     | 872               | 1,45 milles carrés (3,76 km2)       | Private act                | 1907                  |
| Huntsville          | Scott                        | 1 248             | 3,93 milles carrés (10,18 km2)      | Mayor-alderman             | 1856                  |
| Jacksboro           | Campbell                     | 2 020             | 2,54 milles carrés (6,58 km2)       | Mayor-alderman             | 1967                  |
| Jackson             | Madison                      | 65 211            | 53,73 milles carrés (139,16 km2)    | Private act                | 1845                  |
| Jamestown           | Fentress                     | 1 959             | 2,9 milles carrés (7,51 km2)        | Private act                | 1920                  |
| Jasper              | Marion                       | 3 279             | 9,47 milles carrés (24,53 km2)      | Mayor-alderman             | 1852                  |
| Jefferson City      | Jefferson                    | 8 047             | 6,43 milles carrés (16,65 km2)      | Private act                | 1901                  |
| Jellico             | Campbell                     | 2 355             | 6,38 milles carrés (16,52 km2)      | Private act                | 1903                  |
| Johnson City        | Washington, Carter, Sullivan | 63 152            | 43,27 milles carrés (112,07 km2)    | Home rule                  | 1869                  |
| Jonesborough        | Washington                   | 5 051             | 5,14 milles carrés (13,31 km2)      | Private act                | 1779                  |
| Kenton              | Gibson, Obion                | 1 281             | 2,01 milles carrés (5,21 km2)       | Private act                | 1899                  |
| Kimball             | Marion                       | 1 395             | 4,87 milles carrés (12,61 km2)      | Mayor-alderman             | 1962                  |
| Kingsport           | Sullivan, Hawkins            | 48 205            | 50,75 milles carrés (131,44 km2)    | Private act                | 1917                  |
| Kingston            | Roane                        | 5 934             | 7,85 milles carrés (20,33 km2)      | Private act                | 1799                  |
| Kingston Springs    | Cheatham                     | 2 756             | 9,92 milles carrés (25,69 km2)      | Uniform manager-commission | 1965                  |
| Knoxville           | Knox                         | 178 874           | 104,17 milles carrés (269,8 km2)    | Home rule                  | 1791                  |
| Lafayette           | Macon                        | 4 474             | 4,76 milles carrés (12,33 km2)      | Private act                | 1843                  |
| La Follette         | Campbell                     | 7 456             | 4,91 milles carrés (12,72 km2)      | Private act                | 1897                  |
| LaGrange            | Fayette                      | 133               | 1,81 milles carrés (4,69 km2)       | Private act                | 1831                  |
| Lakeland            | Shelby                       | 12 430            | 23,89 milles carrés (61,87 km2)     | Uniform manager-commission | 1977                  |
| Lakesite            | Hamilton                     | 1 826             | 1,68 milles carrés (4,35 km2)       | Uniform manager-commission | 1972                  |
| La Vergne           | Rutherford                   | 32 588            | 25,22 milles carrés (65,32 km2)     | Mayor-alderman             | 1972                  |
| Lawrenceburg        | Lawrence                     | 10 428            | 12,67 milles carrés (32,82 km2)     | Private act                | 1825                  |
| Lebanon             | Wilson                       | 26 190            | 38,64 milles carrés (100,08 km2)    | Private act                | 1801                  |
| Lenoir City         | Loudon                       | 8 642             | 8,51 milles carrés (22,04 km2)      | Home rule                  | 1907                  |
| Lewisburg           | Marshall                     | 11 100            | 13,36 milles carrés (34,6 km2)      | Private act                | 1837                  |
| Lexington           | Henderson                    | 7 652             | 12,42 milles carrés (32,17 km2)     | Private act                | 1824                  |
| Liberty             | DeKalb                       | 310               | 1,12 milles carrés (2,9 km2)        | Private act                | 1850                  |
| Linden              | Perry                        | 908               | 1,01 milles carrés (2,62 km2)       | Private act                | 1850                  |
| Livingston          | Overton                      | 4 058             | 6,47 milles carrés (16,76 km2)      | Private act                | 1907                  |
| Lobelville          | Perry                        | 897               | 3,92 milles carrés (10,15 km2)      | Mayor-alderman             | 1959                  |
| Lookout Mountain    | Hamilton                     | 1 832             | 1,26 milles carrés (3,26 km2)       | Private act                | 1890                  |
| Loretto             | Lawrence                     | 1 714             | 3,94 milles carrés (10,2 km2)       | Mayor-alderman             | 1949                  |
| Loudon              | Loudon                       | 5 381             | 14,23 milles carrés (36,86 km2)     | Private act                | 1850                  |
| Louisville          | Blount                       | 2 439             | 13,51 milles carrés (34,99 km2)     | Mayor-alderman             | 1990                  |
| Luttrell            | Union                        | 1 074             | 3,92 milles carrés (10,15 km2)      | Private act                | 1925                  |
| Lynchburg           | Moore                        | 6 362             | 130,42 milles carrés (337,79 km2)   | Consolidated city-county   | 1833                  |
| Lynnville           | Giles                        | 287               | 0,33 milles carrés (0,85 km2)       | Private act                | 1838                  |
| Madisonville        | Monroe                       | 4 577             | 6,21 milles carrés (16,08 km2)      | Private act                | 1866                  |
| Manchester          | Coffee                       | 10 102            | 14,18 milles carrés (36,73 km2)     | Private act                | 1838                  |
| Martin              | Weakley                      | 11 473            | 12,71 milles carrés (32,92 km2)     | Private act                | 1901                  |
| Maryville           | Blount                       | 27 465            | 16,8 milles carrés (43,51 km2)      | Private act                | 1795                  |
| Mason               | Tipton                       | 1 609             | 2,09 milles carrés (5,41 km2)       | Private act                | 1869                  |
| Maury City          | Crockett                     | 674               | 1,13 milles carrés (2,93 km2)       | Private act                | 1911                  |
| Maynardville        | Union                        | 2 413             | 5,46 milles carrés (14,14 km2)      | Uniform manager-commission | 1870                  |
| McEwen              | Humphreys                    | 1 750             | 1,87 milles carrés (4,84 km2)       | Private act                | 1917                  |
| McKenzie            | Carroll, Henry, Weakley      | 5 310             | 6,26 milles carrés (16,21 km2)      | Private act                | 1868                  |
| McLemoresville      | Carroll                      | 352               | 2,58 milles carrés (6,68 km2)       | Private act                | 1949                  |
| McMinnville         | Warren                       | 13 605            | 11,07 milles carrés (28,67 km2)     | Mayor-alderman             | 1868                  |
| Medina              | Gibson                       | 3 479             | 3,17 milles carrés (8,21 km2)       | Private act                | 1907                  |
| Medon               | Madison                      | 178               | 0,98 milles carrés (2,54 km2)       | Private act                | 1860                  |
| Memphis             | Shelby                       | 646 889           | 324 milles carrés (839,16 km2)      | Home rule                  | 1826                  |
| Michie              | McNairy                      | 591               | 5,62 milles carrés (14,56 km2)      | Mayor-alderman             | 1961                  |
| Middleton           | Hardeman                     | 706               | 1,92 milles carrés (4,97 km2)       | Private act                | 1901                  |
| Milan               | Gibson                       | 7 851             | 8,91 milles carrés (23,08 km2)      | Private act                | 1866                  |
| Milledgeville       | McNairy, Chester, Hardin     | 265               | 1,61 milles carrés (4,17 km2)       | Mayor-alderman             | 1903                  |
| Millersville        | Sumner, Robertson            | 6 440             | 13,71 milles carrés (35,51 km2)     | Uniform manager-commission | 1981                  |
| Millington          | Shelby                       | 10 176            | 31,75 milles carrés (82,23 km2)     | Private act                | 1903                  |
| Minor Hill          | Giles                        | 537               | 1,72 milles carrés (4,45 km2)       | Mayor-alderman             | 1969                  |
| Mitchellville       | Sumner                       | 189               | 0,52 milles carrés (1,35 km2)       | Private act                | 1909                  |
| Monteagle           | Grundy, Marion               | 1 192             | 8,59 milles carrés (22,25 km2)      | Mayor-alderman             | 1962                  |
| Monterey            | Putnam                       | 2 850             | 3,06 milles carrés (7,93 km2)       | Private act                | 1901                  |
| Morrison            | Warren                       | 694               | 2,73 milles carrés (7,07 km2)       | Private act                | 1905                  |
| Morristown          | Hamblen                      | 29 137            | 27,95 milles carrés (72,39 km2)     | Private act                | 1867                  |
| Moscow              | Fayette                      | 556               | 1,25 milles carrés (3,24 km2)       | Private act                | 1860                  |
| Mosheim             | Greene                       | 2 362             | 6,13 milles carrés (15,88 km2)      | Mayor-alderman             | 1974                  |
| Mount Carmel        | Hawkins                      | 5 429             | 6,94 milles carrés (17,97 km2)      | Mayor-alderman             | 1961                  |
| Mount Juliet        | Wilson                       | 23 671            | 19,79 milles carrés (51,26 km2)     | Home rule                  | 1972                  |
| Mount Pleasant      | Maury                        | 4 561             | 12,32 milles carrés (31,91 km2)     | Uniform manager-commission | 1824                  |
| Mountain City       | Johnson                      | 2 531             | 3,31 milles carrés (8,57 km2)       | Private act                | 1905                  |
| Munford             | Tipton                       | 5 927             | 8,56 milles carrés (22,17 km2)      | Private act                | 1905                  |
| Murfreesboro        | Rutherford                   | 108 755           | 55,49 milles carrés (143,72 km2)    | Private act                | 1903                  |
| Nashville           | Davidson                     | 626 681           | 525,94 milles carrés (1 362,18 km2) | Consolidated city-county   | 1806                  |
| New Hope            | Marion                       | 1 082             | 10,4 milles carrés (26,94 km2)      | Mayor-alderman             | 1974                  |
| New Johnsonville    | Humphreys                    | 1 951             | 7,08 milles carrés (18,34 km2)      | Private act                | 1949                  |
| New Market          | Jefferson                    | 1 334             | 4,12 milles carrés (10,67 km2)      | Mayor-alderman             | 1911                  |
| New Tazewell        | Claiborne                    | 3 037             | 5,13 milles carrés (13,29 km2)      | Mayor-alderman             | 1887                  |
| Newbern             | Dyer                         | 3 313             | 4,88 milles carrés (12,64 km2)      | Private act                | 1858                  |
| Newport             | Cocke                        | 6 945             | 5,53 milles carrés (14,32 km2)      | Private act                | 1799                  |
| Niota               | McMinn                       | 719               | 2,19 milles carrés (5,67 km2)       | Private act                | 1911                  |
| Nolensville         | Williamson                   | 5 861             | 7,44 milles carrés (19,27 km2)      | Mayor-alderman             | 1838                  |
| Normandy            | Bedford                      | 141               | 0,23 milles carrés (0,6 km2)        | Private act                | 1858                  |
| Norris              | Anderson                     | 1 491             | 7,19 milles carrés (18,62 km2)      | Private act                | 1949                  |
| Oak Hill            | Davidson                     | 4 529             | 7,96 milles carrés (20,62 km2)      | Uniform manager-commission | 1952                  |
| Oak Ridge           | Anderson, Roane              | 29 330            | 89,98 milles carrés (233,05 km2)    | Home rule                  | 1962                  |
| Oakdale             | Morgan                       | 212               | 0,85 milles carrés (2,2 km2)        | Private act                | 1911                  |
| Oakland             | Fayette                      | 6 623             | 10,29 milles carrés (26,65 km2)     | Private act                | 1919                  |
| Obion               | Obion                        | 1 119             | 1,51 milles carrés (3,91 km2)       | Private act                | 1903                  |
| Oliver Springs      | Anderson, Morgan, Roane      | 3 231             | 5,56 milles carrés (14,4 km2)       | Private act                | 1903                  |
| Oneida              | Scott                        | 3 752             | 9,49 milles carrés (24,58 km2)      | Private act                | 1905                  |
| Orlinda             | Robertson                    | 859               | 6,7 milles carrés (17,35 km2)       | Uniform manager-commission | 1965                  |
| Orme                | Marion                       | 126               | 4,14 milles carrés (10,72 km2)      | Private act                | 1935                  |
| Palmer              | Grundy                       | 672               | 4,94 milles carrés (12,79 km2)      | Private act                | 1925                  |
| Paris               | Henry                        | 10 156            | 13,03 milles carrés (33,75 km2)     | Uniform manager-commission | 1849                  |
| Parkers Crossroads  | Henderson                    | 330               | 3,73 milles carrés (9,66 km2)       | Uniform manager-commission | 1981                  |
| Parrottsville       | Cocke                        | 263               | 0,74 milles carrés (1,92 km2)       | Private act                | 1923                  |
| Parsons             | Decatur                      | 2 373             | 4,14 milles carrés (10,72 km2)      | Private act                | 1913                  |
| Pegram              | Cheatham                     | 2 093             | 7,72 milles carrés (19,99 km2)      | Mayor-alderman             | 1972                  |
| Petersburg          | Lincoln, Marshall            | 544               | 0,94 milles carrés (2,43 km2)       | Private act                | 1837                  |
| Philadelphia        | Loudon                       | 656               | 1,6 milles carrés (4,14 km2)        | Mayor-alderman             | 1968                  |
| Pigeon Forge        | Sevier                       | 5 875             | 13,21 milles carrés (34,21 km2)     | Uniform manager-commission | 1961                  |
| Pikeville           | Bledsoe                      | 1 608             | 2,44 milles carrés (6,32 km2)       | Private act                | 1911                  |
| Piperton            | Fayette                      | 1 445             | 27,3 milles carrés (70,71 km2)      | Uniform manager-commission | 1974                  |
| Pittman Center      | Sevier                       | 502               | 6,07 milles carrés (15,72 km2)      | Mayor-alderman             | 1974                  |
| Plainview           | Union                        | 2 125             | 6,5 milles carrés (16,83 km2)       | Mayor-alderman             | 1992                  |
| Pleasant Hill       | Cumberland                   | 563               | 1,56 milles carrés (4,04 km2)       | Private act                |                       |
| Pleasant View       | Cheatham                     | 4 149             | 12,52 milles carrés (32,43 km2)     | Mayor-alderman             | 1921                  |
| Portland            | Sumner                       | 11 480            | 14,28 milles carrés (36,99 km2)     | Private act                | 1905                  |
| Powells Crossroads  | Marion                       | 1 322             | 5,04 milles carrés (13,05 km2)      | Mayor-alderman             | 1976                  |
| Pulaski             | Giles                        | 7 870             | 7,22 milles carrés (18,7 km2)       | Private act                | 1809                  |
| Puryear             | Henry                        | 671               | 0,92 milles carrés (2,38 km2)       | Private act                | 1909                  |
| Ramer               | McNairy                      | 319               | 1,71 milles carrés (4,43 km2)       | Uniform manager-commission | 1958                  |
| Red Bank            | Hamilton                     | 11 651            | 6,52 milles carrés (16,89 km2)      | Home rule                  | 1945                  |
| Red Boiling Springs | Macon                        | 1 112             | 1,75 milles carrés (4,53 km2)       | Private act                | 1953                  |
| Ridgely             | Lake                         | 1 795             | 1,71 milles carrés (4,43 km2)       | Private act                | 1909                  |
| Ridgeside           | Hamilton                     | 390               | 0,17 milles carrés (0,44 km2)       | Private act                | 1925                  |
| Ridgetop            | Robertson, Davidson          | 1 874             | 2,91 milles carrés (7,54 km2)       | Private act                | 1935                  |
| Ripley              | Lauderdale                   | 8 445             | 12,85 milles carrés (33,28 km2)     | Private act                | 1838                  |
| Rives               | Obion                        | 326               | 0,35 milles carrés (0,91 km2)       | Private act                | 1905                  |
| Rockford            | Blount                       | 856               | 3,21 milles carrés (8,31 km2)       | Uniform manager-commission | 1970                  |
| Rockwood            | Roane                        | 5 562             | 8,07 milles carrés (20,9 km2)       | Private act                | 1903                  |
| Rocky Top           | Anderson, Campbell           | 1 781             | 1,59 milles carrés (4,12 km2)       | Private act                | 1939                  |
| Rogersville         | Hawkins                      | 4 420             | 3,4 milles carrés (8,81 km2)        | Private act                | 1903                  |
| Rossville           | Fayette                      | 664               | 5,06 milles carrés (13,11 km2)      | Private act                | 1903                  |
| Rutherford          | Gibson                       | 1 151             | 2,3 milles carrés (5,96 km2)        | Private act                | 1799                  |
| Rutledge            | Grainger                     | 1 122             | 4,69 milles carrés (12,15 km2)      | Mayor-alderman             | 1797                  |
| St. Joseph          | Lawrence                     | 782               | 3,52 milles carrés (9,12 km2)       | Uniform manager-commission | 1870                  |
| Saltillo            | Hardin                       | 303               | 0,92 milles carrés (2,38 km2)       | Private act                | 1951                  |
| Samburg             | Obion                        | 217               | 0,82 milles carrés (2,12 km2)       | Private act                | 1909                  |
| Sardis              | Henderson                    | 381               | 2,4 milles carrés (6,22 km2)        | Private act                | 1859                  |
| Saulsbury           | Hardeman                     | 81                | 0,36 milles carrés (0,93 km2)       | Private act                | 1849                  |
| Savannah            | Hardin                       | 6 982             | 6,52 milles carrés (16,89 km2)      | Private act                | 1833                  |
| Scotts Hill         | Henderson, Decatur           | 984               | 3,77 milles carrés (9,76 km2)       | Private act                | 1917                  |
| Selmer              | McNairy                      | 4 396             | 9,79 milles carrés (25,36 km2)      | Private act                | 1901                  |
| Sevierville         | Sevier                       | 14 807            | 24,24 milles carrés (62,78 km2)     | Home rule                  | 1795                  |
| Sharon              | Weakley                      | 944               | 1,13 milles carrés (2,93 km2)       | Private act                | 1901                  |
| Shelbyville         | Bedford                      | 20 335            | 18,61 milles carrés (48,2 km2)      | Private act                | 1819                  |
| Signal Mountain     | Hamilton                     | 7 554             | 7,66 milles carrés (19,84 km2)      | Private act                | 1919                  |
| Silerton            | Hardeman, Chester            | 111               | 0,66 milles carrés (1,71 km2)       | Private act                | 1923                  |
| Slayden             | Dickson                      | 178               | 1,34 milles carrés (3,47 km2)       | Private act                | 1913                  |
| Smithville          | DeKalb                       | 4 530             | 5,91 milles carrés (15,31 km2)      | Private act                | 1843                  |
| Smyrna              | Rutherford                   | 39 974            | 29,71 milles carrés (76,95 km2)     | Private act                | 1869                  |
| Sneedville          | Hancock                      | 1 387             | 2,3 milles carrés (5,96 km2)        | Mayor-alderman             | 1850                  |
| Soddy-Daisy         | Hamilton                     | 12 714            | 23,44 milles carrés (60,71 km2)     | Uniform manager-commission | 1969                  |
| Somerville          | Fayette                      | 3 094             | 12,53 milles carrés (32,45 km2)     | Private act                | 1854                  |
| South Carthage      | Smith                        | 1 322             | 2,71 milles carrés (7,02 km2)       | Mayor-alderman             | 1963                  |
| South Fulton        | Obion                        | 2 354             | 3,3 milles carrés (8,55 km2)        | Uniform manager-commission | 1903                  |
| South Pittsburg     | Marion                       | 2 992             | 6 milles carrés (15,54 km2)         | Private act                | 1901                  |
| Sparta              | White                        | 4 925             | 6,74 milles carrés (17,46 km2)      | Private act                | 1841                  |
| Spencer             | Van Buren                    | 1 601             | 6,87 milles carrés (17,79 km2)      | Private act                | 1846                  |
| Spring City         | Rhea                         | 1 981             | 2,64 milles carrés (6,84 km2)       | Uniform manager-commission | 1953                  |
| Spring Hill         | Maury, Williamson            | 29 036            | 27,11 milles carrés (70,21 km2)     | Mayor-alderman             | 1837                  |
| Springfield         | Robertson                    | 16 440            | 13,34 milles carrés (34,55 km2)     | Private act                | 1796                  |
| Stanton             | Haywood                      | 452               | 0,51 milles carrés (1,32 km2)       | Private act                | 1927                  |
| Stantonville        | McNairy                      | 283               | 1,11 milles carrés (2,87 km2)       | Mayor-alderman             | 1966                  |
| Sunbright           | Morgan                       | 552               | 3,78 milles carrés (9,79 km2)       | Mayor-alderman             | 1990                  |
| Surgoinsville       | Hawkins                      | 1 801             | 5,61 milles carrés (14,53 km2)      | Mayor-alderman             | 1815                  |
| Sweetwater          | Monroe, McMinn               | 5 764             | 8,52 milles carrés (22,07 km2)      | Home rule                  | 1901                  |
| Tazewell            | Claiborne                    | 2 218             | 4,43 milles carrés (11,47 km2)      | Mayor-alderman             | 1801                  |
| Tellico Plains      | Monroe                       | 880               | 1,94 milles carrés (5,02 km2)       | Private act                | 1911                  |
| Tennessee Ridge     | Houston, Stewart             | 1 368             | 3,71 milles carrés (9,61 km2)       | Uniform manager-commission | 1960                  |
| Thompson's Station  | Williamson                   | 2 194             | 18,76 milles carrés (48,59 km2)     | Mayor-alderman             | 1990                  |
| Three Way           | Madison                      | 1 709             | 4,54 milles carrés (11,76 km2)      | Mayor-alderman             | 1998                  |
| Tiptonville         | Lake                         | 4 464             | 2,05 milles carrés (5,31 km2)       | Private act                | 1907                  |
| Toone               | Hardeman                     | 364               | 1,05 milles carrés (2,72 km2)       | Private act                | 1903                  |
| Townsend            | Blount                       | 448               | 2,17 milles carrés (5,62 km2)       | Private act                | 1921                  |
| Tracy City          | Grundy                       | 1 481             | 4,91 milles carrés (12,72 km2)      | Private act                | 1915                  |
| Trenton             | Gibson                       | 4 264             | 8,2 milles carrés (21,24 km2)       | Private act                | 1846                  |
| Trezevant           | Carroll                      | 859               | 1,39 milles carrés (3,6 km2)        | Private act                | 1911                  |
| Trimble             | Dyer, Obion                  | 637               | 0,65 milles carrés (1,68 km2)       | Private act                | 1905                  |
| Troy                | Obion                        | 1 371             | 1,49 milles carrés (3,86 km2)       | Private act                | 1901                  |
| Tullahoma           | Coffee, Franklin             | 18 655            | 23,56 milles carrés (61,02 km2)     | Private act                | 1858                  |
| Tusculum            | Greene                       | 2 663             | 4,81 milles carrés (12,46 km2)      | Uniform manager-commission | 1959                  |
| Unicoi              | Unicoi                       | 3 632             | 16,41 milles carrés (42,5 km2)      | Mayor-alderman             | 1994                  |
| Union City          | Obion                        | 10 895            | 11,94 milles carrés (30,92 km2)     | Modified manager-council   | 1867                  |
| Vanleer             | Dickson                      | 395               | 0,65 milles carrés (1,68 km2)       | Private act                | 1913                  |
| Viola               | Warren                       | 131               | 0,17 milles carrés (0,44 km2)       | Private act                | 1901                  |
| Vonore              | Monroe                       | 1 474             | 11,93 milles carrés (30,9 km2)      | Mayor-alderman             | 1965                  |
| Walden              | Hamilton                     | 1 898             | 3,58 milles carrés (9,27 km2)       | Mayor-alderman             | 1975                  |
| Wartburg            | Morgan                       | 918               | 0,96 milles carrés (2,49 km2)       | Mayor-alderman             | 1905                  |
| Wartrace            | Bedford                      | 651               | 0,69 milles carrés (1,79 km2)       | Private act                | 1858                  |
| Watauga             | Carter                       | 458               | 0,83 milles carrés (2,15 km2)       | Uniform manager-commission | 1960                  |
| Watertown           | Wilson                       | 1 477             | 1,31 milles carrés (3,39 km2)       | Private act                | 1905                  |
| Waverly             | Humphreys                    | 4 105             | 8,77 milles carrés (22,71 km2)      | Private act                | 1838                  |
| Waynesboro          | Wayne                        | 2 449             | 3,75 milles carrés (9,71 km2)       | Uniform manager-commission | 1850                  |
| Westmoreland        | Sumner                       | 2 206             | 3,94 milles carrés (10,2 km2)       | Private act                | 1901                  |
| White Bluff         | Dickson                      | 3 206             | 5,93 milles carrés (15,36 km2)      | Private act                | 1869                  |
| White House         | Sumner, Robertson            | 10 255            | 10,99 milles carrés (28,46 km2)     | Mayor-alderman             | 1921                  |
| White Pine          | Jefferson                    | 2 196             | 2,64 milles carrés (6,84 km2)       | Private act                | 1915                  |
| Whiteville          | Hardeman                     | 4 638             | 2,75 milles carrés (7,12 km2)       | Private act                | 1901                  |
| Whitwell            | Marion                       | 1 699             | 3,39 milles carrés (8,78 km2)       | Home rule                  | 1956                  |
| Williston           | Fayette                      | 395               | 1,62 milles carrés (4,2 km2)        | Uniform manager-commission | 1970                  |
| Winchester          | Franklin                     | 8 530             | 11,71 milles carrés (30,33 km2)     | Private act                | 1821                  |
| Winfield            | Scott                        | 967               | 6,35 milles carrés (16,45 km2)      | Mayor-alderman             | 1983                  |
| Woodbury            | Cannon                       | 2 680             | 2,01 milles carrés (5,21 km2)       | Private act                | 1838                  |
| Woodland Mills      | Obion                        | 378               | 1,23 milles carrés (3,19 km2)       | Mayor-alderman             | 1968                  |
| Yorkville           | Gibson                       | 286               | 1,42 milles carrés (3,68 km2)       | Uniform manager-commission | 1848                  |